# Fritz Kuhn
Pour les articles homonymes, voir Kuhn.
Ne doit pas être confondu avec Fritz Julius Kuhn.
Fritz Kuhn, né le 29 juin 1955 à Bad Mergentheim est un homme politique allemand, bourgmestre de Stuttgart. Il a été président de Alliance 90 / Les Verts de 2000 à 2002 et président du groupe parlementaire de ce même parti au Bundestag de 2005 à 2009.

## Vie et activité professionnelle
Fils d'un fonctionnaire, il a grandi à Memmingen, et s'est engagé dès l'adolescence chez les jeunes socialistes. Titulaire d'un master en littérature allemande et en philosophie obtenu à l'université Louis-et-Maximilien de Munich et de l'université Eberhard Karl de Tübingen, il a travaillé comme assistant de recherche à l'université d'Augsbourg de 1981 à 1984, puis comme chargé d'enseignenent à  l'académie Merz (de) de Stuttgart.
Il est marié avec l'ancienne députée écologiste du parlement régional du Bade-Wurtemberg Waltraud Ulshöfer (de) avec laquelle il a eu deux fils

## Activités politiques
Membre du SPD pendant ses études, il le quitte en 1978 à cause de la politique menée par le chancelier Helmut Schmidt. Il fait partie en 1980 des membres fondateurs de la section du Bade-Wurtemberg des Verts
Il a été élu député au Parlement régional du Bade-Wurtemberg de 1984 à 1988, puis de 1992 à 2000, dirigeant à chaque fois le groupe parlementaire des Verts. De 2002 à 2013, il siégea au Bundestag en tant que député de la circonscription de Heidelberg. Élu président du groupe parlementaire de Alliance 90 / Les Verts en 2005, il quitta cette fonction en 2009 pour devenir vice-président jusqu'à sa démission en 2013, après son élection à la mairie de Stuttgart.
À l'élection municipale de Stuttgart, il reçut plus d'un tiers des voix au premier tour, le 7 octobre 2012. Il a été finalement élu au second tour le 21 octobre 2012 contre le candidat sans étiquette - mais néanmoins soutenu par la CDU, le FDP - Sebastian Turner (de). Il devint ainsi le premier membre de Alliance 90 / Les Verts à devenir maire d'une capitale régionale allemande.
Son entrée en fonction signifie la fin du projet d'urbanisme Stuttgart 21, qui a conduit à une crise de confiance de la précédente municipalité, et auquel il cherche à trouver une alternative.